# Административно деление на Андора
Княжество Андора административно е разделено на 7 общини:
- Андора
- Ла Масана
- Канильо
- Ескалдес-Енгордан
- Ордино
- Енкам
- Сан Джулия де Лория